# Рептон (Алабама)
Рептон (англ. Repton) — місто (англ. town) в США, в окрузі Конека штату Алабама. Населення — 235 осіб (2020).

## Географія
Рептон розташований за координатами 31°24′35″ пн. ш. 87°14′20″ зх. д. / 31.40972° пн. ш. 87.23889° зх. д. (31.409716, -87.238931).  За даними Бюро перепису населення США в 2010 році місто мало площу 2,50 км², з яких 2,48 км² — суходіл та 0,02 км² — водойми.

## Демографія
Згідно з переписом 2010 року, у місті мешкали 282 особи в 108 домогосподарствах у складі 80 родин. Густота населення становила 113 особи/км².  Було 140 помешкань (56/км²).
Расовий склад населення:
| - 53,9 % — білих - 43,6 % — чорних або афроамериканців |

До двох чи більше рас належало 2,5 %. Частка іспаномовних становила 0,4 % від усіх жителів.
За віковим діапазоном населення розподілялося таким чином: 24,8 % — особи молодші 18 років, 58,2 % — особи у віці 18—64 років, 17,0 % — особи у віці 65 років та старші. Медіана віку мешканця становила 38,8 року. На 100 осіб жіночої статі у місті припадало 101,4 чоловіків;  на 100 жінок у віці від 18 років та старших — 89,3 чоловіків також старших 18 років.
Середній дохід на одне домашнє господарство  становив 32 777 доларів США (медіана — 23 125), а середній дохід на одну сім'ю — 35 988 доларів (медіана — 25 000). За межею бідності перебувало 34,6 % осіб, у тому числі 53,3 % дітей у віці до 18 років та 18,5 % осіб у віці 65 років та старших.
Цивільне працевлаштоване населення становило 40 осіб. Основні галузі зайнятості: роздрібна торгівля — 27,5 %, виробництво — 22,5 %, будівництво — 17,5 %, транспорт — 15,0 %.